# Мігранов Іскандер Абрарович
Іскандер Абрарович Мігранов (башк. Миһранов Искәндәр Абрар улы; нар. 1 грудня 1939, с. Махмутово Салаватського району Башкирської АРСР) — башкирський учитель та краєзнавець.

## Біографічні відомості
Народився 1 грудня 1939 у селі Махмутово Салаватського району Башкирської АРСР у родині колгоспника. З 1949 по 1953 рік навчався в місцевій школі. З 1954 по 1958 роки навчався у школі села Аркаулово. По звершенню школи до 1960 року працював секретарем колгоспу «Ігенче». У 1960 році вступив у Башкирський державний університет на історичний факультет, який закінчив у 1965 році, після чого став працювати учителем історії та суспільствознавства в Аркауловській середній школі.

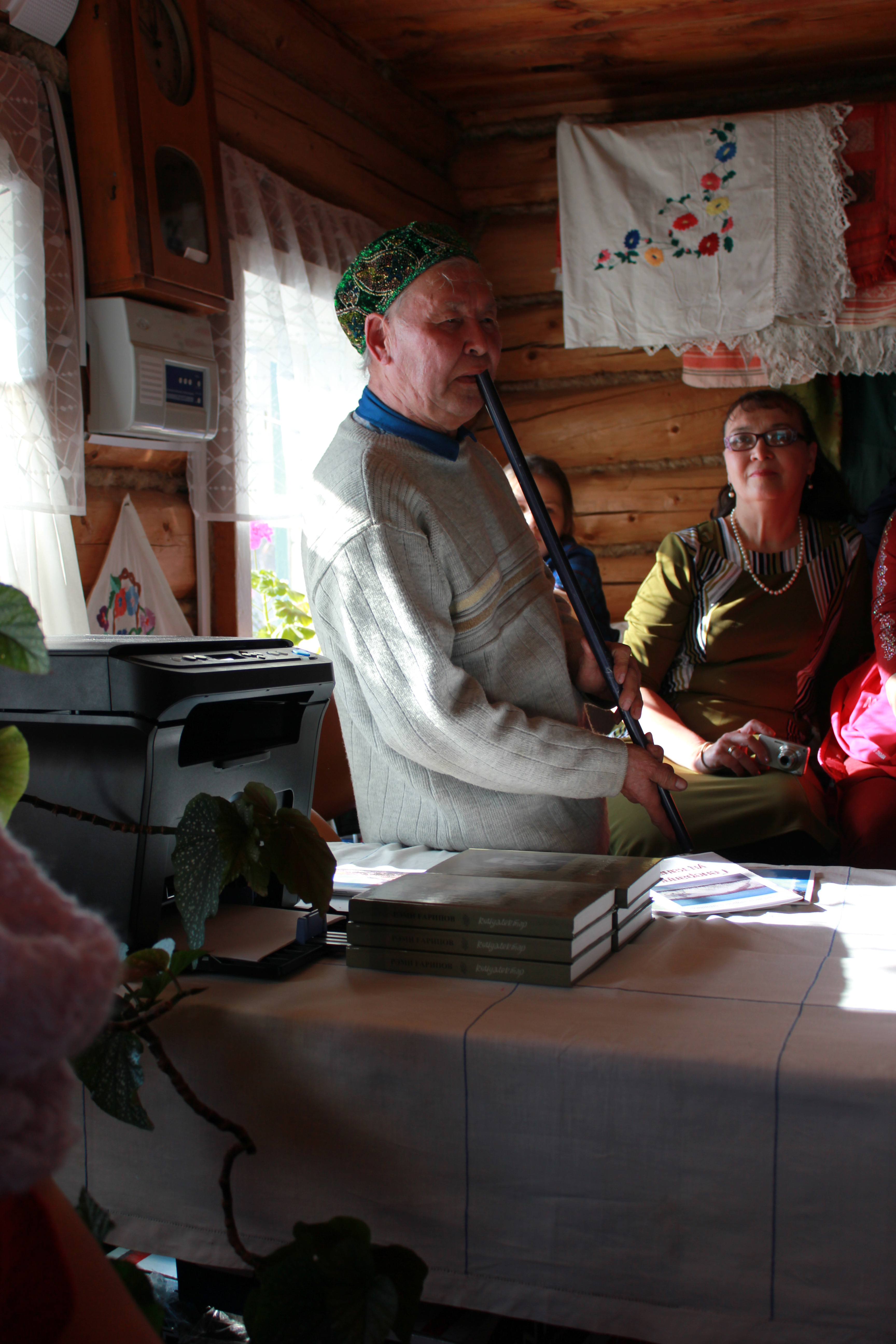
Іскандер Мігранов під час гри на кураї

## Нагороди та відзнаки
- Значок «Ударник комуністичної праці» (1969)
- Значок «Переможець соціалістичного змагання» (1978)
- Відмінник освіти РРФСР (1978)
- Почесна грамота на честь 110 річниці від дня народження В. І. Леніна (1980)
- Заслужений учитель Республіки Башкортостан (1997)
- Лауреат премії імені Рамі Гаріпова (1997)